# 가미오오카역
가미오오카역(일본어: 上大岡駅、かみおおおかえき)(영어: Kamiōoka Station)은 일본 가나가와현 요코하마시 고난구에 있는 철도역이다.
교통 결정점으로서의 역할을 담당하여, 역 인근 버스터미널은 요코하마 남부 지역에서도 규모가 크다. 당역 주변은 요코하마 시의 부도심으로 지정되어 있다.

## 역 구조

### 게이힌 급행 전철
| 1・2 | 본선(하행선) | 요코스카추오・우라가・구리하마 선으로 직결 운행 미사키구치 방면                                                           |
| 3・4 | 본선(상행선) | 요코하마・게이큐 가와사키・시나가와、공항선으로 직결 운행 하네다 공항 방면 ○도영 아사쿠사 선・게이세이 선・호쿠소 선 방면 |

### 요코하마 시 교통국
| 1 | 블루 라인(1호선) | 도쓰카・쇼난다이 방면                       |
| 2 | 블루 라인(1호선) | 간나이・요코하마・신요코하마・아자미노 방면 |

## 역 주변
- 게이큐 백화점

## 역사
- 1930년 4월 1일: 쇼난전기철도(현, 게이힌 급행 전철) 가미오오카역 영업 개시.
- 1963년 4월 12일: 구역 건물(게이힌 백화점)준공.
- 1972년 12월 16일: 요코하마 시영 지하철 가미오오카역 영업 개시.
- 1996년 10월 1일: 신역 건물에 게이큐 백화점과 윙즈 가미오오카가 개업.
- 1998년: 게이큐 가미오오카 역이 간토 지방의 역 백선에 선정된다.
- 1999년 7월 31일: 게이큐 가마타 ~ 신즈시 간의 급행을 폐지.
- 2007년
  - 7월 7일: 요코하마 시영 지하철 가미오오카역에 스크린도어 사용 개시.
  - 11월 27일: 요코하마 시영 지하철의 발차싸인음 설치.
- 2010년 5월 16일: 에어포트 급행의 정차역이 됨.

## 역명의 유래
역 소재지 당시의 지명인 가미오오카마치에 유래한다.

## 갤러리

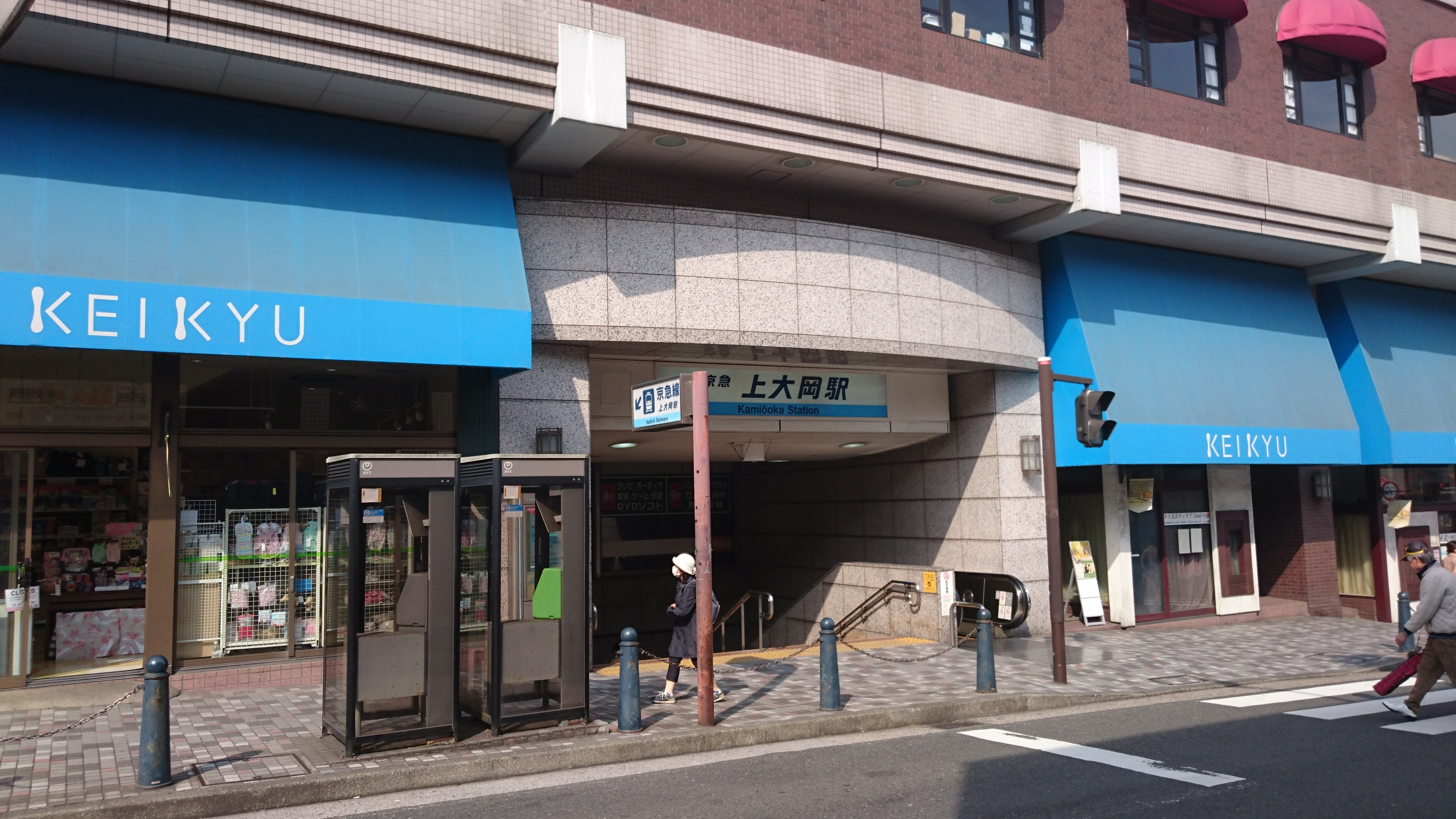
동쪽 (2019년 3월 16일)

## 인접역
| 게이힌 급행 전철 본선                      | 게이힌 급행 전철 본선 | 게이힌 급행 전철 본선             |
| ------------------------------------------ | --------------------- | --------------------------------- |
| KK01 시나가와 시나가와 방면                | □ 게이큐 윙 호        | 가나자와분코 KK49 미사키구치 방면 |
| KK37 요코하마 아사쿠사 방면                | ■ 쾌특 · ■ 특급       | 가나자와분코 KK49 미사키구치 방면 |
| KK43 구묘지 하네다 공항 제1·제2터미널 방면 | ■ 에어포트 급행       | 스기타 KK46 즈시·하야마 방면      |
| KK43 구묘지 센가쿠지 방면                  | ■ 보통                | 뵤부가우라 KK45 우라가 방면       |
| 요코하마 시 교통국 지하철 블루 라인        |                       |                                   |
| B09 가미나가야 쇼난다이 방면               | ■ 쾌속                | B17 간나이 아자미노 방면          |
| B10 고난추오 쇼난다이 방면                 | ■ 보통                | B12 구묘지 아자미노 방면          |